# We All Together
We All Together es una banda de rock pop melódico peruano, formado en 1971 en Lima. El grupo se inspiró en The Beatles y la carrera como solista de Paul McCartney. El grupo tuvo muchos seguidores y conciertos, gozando de mucha popularidad en la década de los 70.

## Historia
Formado en 1971 en Lima, inicialmente estuvo integrada por Carlos Guerrero (voz), Saúl Cornejo (guitarra), Ernesto Samamé (bajo), Carlos Salom (órgano) y Manuel Cornejo (batería). El grupo nació sin nombre, en medio de las sesiones de grabación en el estudio MAG, propiedad del padre de Carlos Guerrero, la voz del conjunto. Todos los miembros con excepción de Carlos Guerrero venían del grupo Laghonia, Carlos participó con ellos en la grabación y haciendo coros del último trabajo de ellos Etcétera.
Hicieron un disco prácticamente anónimo, cantado en inglés, que era la moda de la época. El álbum debut del entonces quinteto se llamó We All Together (1972). Incluyó versiones de "Carry on till tomorrow" y "Walk out in the rain", de la banda británica Badfinger; "Some people never know" y "Tomorrow", de Paul McCartney, además de seis temas propios. Hay que indicar que la banda presentaba el tema Carry on till tomorrow" como propio hasta la llegada de la era del internet. 
La música de WAT –siglas de We All Together– se ubicó en las preferencias de las radioemisoras limeñas y vendió muchas copias ese año. Pese a cantar en inglés (como la mayoría de agrupaciones peruanas de entonces) y estando en pleno gobierno militar de Juan Velasco Alvarado, fue declarado mejor conjunto nacional de pop rock por el INC, gracias a su canción "Hey revolution", de aurtoría de Guerrero y que evoca el tema Revolution 1 de The Beatles.
Para el segundo álbum en 1974, hubo cambio de teclista y bajista , siendo reemplazado Carlos Salom por Felix Varvarande y Ernesto Samamé por Braulio Vivanco. El grupo seguía cantando en inglés, pero la novedad del disco era que todos los temas eran de autoría de la  banda, haciendo más evidente su estilo y en donde destacaron canciones como , "Ozzy" y "Persons and faces". 
Hubo un trabajo anterior en 1973 que salió en formato de Mini LP, el cual de inmediato se convirtió en un éxito: "Más allá del momento", el sencillo "Lo más Grande que Existe es el Amor" se ha convertido en un hito del rock peruano.
En 1974 la banda se separó. 
En 1989, luego de 15 años, retomó actividades. Inicialmente la propuesta fue juntar a los cinco miembros de WAT, pero los hermanos Cornejo desistieron del proyecto, y regresó al ámbito como trío (Guerrero, Samamé y Varvarande), con el apoyo de Carlos Kakutani para la guitarra y Armando Pattroni en la batería. A diferencia de la primera época, durante la que se dedicó exclusivamente a grabar y sólo realizó un concierto, desde ese año la banda llevó a cabo múltiples presentaciones en todo el país y una larga y muy concurrida temporada en el Satchmo Jazz Bar.
Registró el álbum "1990, La década", donde dejaban sonar una gran influencia del rock pop británico post-Beatle. Al álbum de retorno, le siguieron una serie de trabajos discográficos, donde los más relevantes fueron "Cincuenta/cincuenta" y "Quédate". La formación en esa época estaba integrada por  Carlos Guerrero, Ernesto Samamé, Felix Varvarande, Carlos Pacheco y Chayo Saldarriaga. Evidenciando haber crecido en su propio estilo, más la ayuda de las presentaciones en vivo, pese a los cambios y a las tragedias, WAT se ha mantenido vigente.
Como todo grupo vanguardista, en sus búsquedas musicales, su estilo sufrió un cambio y en el disco “Pa' todo el mundo” (1994) exploró mambo, bolero, socca y soul latino, lo que no surtió el efecto esperado y aparte de la falta de convencimiento de ellos mismos, llevó al alejamiento de los seguidores del estilo clásico de WAT.
Luego de algunas recopilaciones y algunos trabajos tratando de retomar la onda melódica del grupo, se grabó "Aliteraciones" (1998), en el que hace música romántica con arreglos de cellos y violines, intentando volver a los orígenes de la banda.
Tras ello, el grupo se tomó otra pausa, pero no tan prolongada y volvió a unirse en 2001, con Guerrero y Samamé, del grupo original, junto a Carlos Pacheco, el guitarrista que los acompaña desde 1990. Félix Varvarande dejó WAT por motivos de salud.
En 2005 recibió la colaboración de Vanessa Saba para los temas "Just a dream" y la versión de "Lo más grande que existe es el amor".
En marzo del 2006, WAT sufre su mayor pérdida, cuando Ernesto Samamé, bajista original, gran arreglista y amigo de los integrantes, fallece víctima de cáncer, dejando un vacío inexplicable, pero una huella imborrable. Por esa etapa, Guerrero y Samamé, se encontraban trabajando algunos proyectos de WAT, para los años venideros.  De todo aquello, quedan algunas canciones registradas en pistas y un par de videos editados póstumamente. En la versión actual de WAT, la vacante dejada por Ernesto ha sido ocupada por su hijo Eduardo.
WAT siempre ha tocado, a veces estuvieron todos, otras como trío o dúo e incluso tuvieron otras variantes, donde siempre estuvieron ellos. Ya sea como WAT, como YOU, como DUWETTO, como ANTOLOGIA A DUO, o cualquier otro nombre, fueron las mismas personas, el estilo y la onda que ha marcado toda la vida a WE ALL TOGETHER.  
Al igual que otras bandas peruanas de su tiempo (no existía MTV), el trabajo del grupo no se conoció mucho fuera del país; pero como muchas otras bandas peruanas de esa época existen muchos compilatorios por disqueras extranjeras de Estados Unidos y Europa. 
A mediados del 2007, después de treinta años, tres de sus miembros originales (Carlos Guerrero , Manuel Cornejo y Saúl Cornejo) volvieron a ingresar juntos a los estudios de grabación para la producción de un nuevo álbum, el cual les tomó casi un año para su realización. Tentativamente el título del álbum iba a ser "Back Together". Este material estaba pautado para salir al mercado a mediados de mayo del 2008, pero debido a diferentes motivos, se fue postergando. 
Finalmente en julio de 2009 lanzan el disco bajo el título de Surprise, con el Sello Americano Independiente SoHo Records, donde vuelven a demostrar su calidad y su vigencia, destacando el tema "Sara".
En enero de 2011 la banda cumple 40 años de formada y deciden hacer un concierto de despedida celebrando estos años haciendo música y teniendo como invitados a las bandas nacionales Telegraph Avenue y al Grupo amigos.

## Discografía

### Álbumes de estudio
- We All Together (MAG, 1972)
- Más Allá del Momento (MAG, 1973) Mini LP
- Volumen II (MAG, 1973)
- 1990 (Sono Sur, 1990)
- Cincuenta / Cincuenta (Discos Independientes S.A., 1991)
- Quédate (Discos Independientes S.A., 1993)
- We All Together (1994) (MAG, 1994)
- Aliteraciones (Estudio Digital Guerrero, 1998)
- Aniversario (EDG Discos, 2001)
- Seguimos... (EDG Discos, 2005)
- Surprise (Soho Records, 2009)
- Minimalista (WAT Producciones S.A.C., 2018)

### Sencillos y EPs
- Hey Revolution / Why (MAG, 1972)
- Carry On Till Tomorrow / Walking In The Rain (MAG, 1972)
- Some People Never Know / Tomorrow (MAG, 1972)
- The City Will Be A Country / Children (MAG, 1972)
- Symbol Queen / We Live Too Fast (MAG, 1973)
- Ozzy / Silly Roadman (MAG, 1973)
- Lo Más Grande Que Existe En El Amor / Soy Tímido (MAG, 1973)
- Persons And Faces / Who Knows (MAG, 1974)
- Together Forever / Nobody Loves Me Like You? (MAG, 1974)
- Band On The Run / Bluebird (MAG, 1974)
- It's Us Who Say Good Bye / Beautiful People (MAG, 1974)
- Young People / It's A Sin To Go Away (MAG, 1974)
- Ella Sabe / Todos Los Días (MAG, 1975)
- Dear Sally / The City Will Be A Country (MAG, 1976)
- Ángel del Amor (2021)

### Recopilatorio
- We All Together (MAG, 1974)
- Lo Más Grande de We All Together (Sono Sur, 1990)
- 20 Años (MAG, 1992)
- 25 Años (Discos Hispanos, 1997)
- We All Together (La República, 1998)
- Las Mejores Baladas (Discos Hispanos, 1999)
- Un Disco De Oro (Estudio Digital Guerrero, 2000)
- Singles (Repsychled, Lion Productions, 2007)

## Integrantes

### Primera etapa (1971 - 1972)
- Carlos Guerrero (voz/guitarra rítmica)
- Saúl Cornejo (guitarra líder/coros)
- Manuel Cornejo (batería)
- Ernesto Samamé (bajo/coros)
- Carlos Salom (teclados)

Músicos de apoyo: Beto Villena y Andrés D'Colbert

### Segunda etapa (1972 - 1975)
- Carlos Guerrero (voz/guitarra rítmica)
- Saúl Cornejo (guitarra líder/coros)
- Manuel Cornejo (batería)
- Braulio Vivanco (bajo/coros)
- Félix Varvarande (teclados)

Músicos de apoyo: Guillermo Thorne 

### Tercera etapa (1989 - 1998) (2001 - 2006)
- Carlos Guerrero (voz/guitarra rítmica)
- Ernesto Samamé (bajo/coros)
- Félix Varvarande (teclados)

Invitados:
- Carlos Kakutani/Carlos Pacheco (guitarra líder/coros)
- Armando Pattroni/Augusto Castro/Chayo Saldarriaga/José Wherrems (batería)

### Cuarta etapa (2007 - actualidad)
- Carlos Guerrero (guitarra/voz)
- Carlos Pacheco (guitarra/coros)
- Eduardo Samamé (bajo/coros)
- Felix Varvarande (teclados/voz)
- José Wherrems (batería)
- Lito Valencia (batería)